# Donald Dupree
Donald Victor Dupree, Sr, né le 10 février 1919 à Saranac Lake et mort le 1er mai 1993 à Saranac Lake, est un bobeur américain.

## Carrière
Il remporte la médaille de bronze de bob à quatre aux Jeux olympiques d'hiver de 1948 à Saint-Moritz. Il est ensuite médaillé d'argent de bob à quatre aux Championnats du monde en 1949.

## Palmarès

### Jeux Olympiques
- : médaillé de bronze en bob à 4 aux JO 1948.

### Championnats du monde
- : médaillé d'argent en bob à 4 aux championnats du monde de 1949 (avec Henry Sterns, James Bickford et Pat Buckley).